# Sarcophaga jacobsoni
Sarcophaga jacobsoni är en tvåvingeart som först beskrevs av Boris Borisovitsch Rohdendorf 1937.  Sarcophaga jacobsoni ingår i släktet Sarcophaga och familjen köttflugor. Arten har ej påträffats i Sverige. Inga underarter finns listade i Catalogue of Life.